# 野口勝一
野口 勝一（のぐち かついち、1848年11月11日（嘉永元年10月16日）- 1905年（明治38年）11月23日）は、明治期のジャーナリスト、官吏、政治家。衆議院議員、茨城県会議長。号・北巌、珂北。

## 経歴
常陸国多賀郡、のちの茨城県多賀郡北中郷村（磯原町を経て現北茨城市磯原町）で水戸藩郷士・野口勝章、なかの長男として生まれる。茨城拡充師範学校（茨城師範学校）を卒業し、多賀郡大久保村（のち国分村、現日立市）などで小学校教員として勤務。
1875年（明治8年）福島県に移住し1878年（明治11年）水戸に戻り茨城新報主筆に就任し、自由民権運動に加わる。茨城県会書記、茨城県属を経て、1881年（明治14年）1月、茨城県会議員に選出され、同年2月、同議長に就任し、同常置委員も務めた。茨城日日新聞社長となる。1882年（明治15年）4月、茨城県会議員を辞職。1883年（明治16年）上京して同年8月、農商務省二等属となる。
1892年（明治25年）2月の第2回衆議院議員総選挙（茨城県第2区、弥生倶楽部）で初当選し、以後、第4回総選挙まで再選され、衆議院議員に連続3期在任した。
また、北巌塾を設けて子弟の教育を行い、「野史台」設立し維新史料の収集に尽力した。

## 国政選挙歴
- 第1回衆議院議員総選挙（茨城県第2区、1890年7月、自由党）落選[6]
- 第2回衆議院議員総選挙（茨城県第2区、1892年2月、弥生倶楽部）当選[6]
- 第3回衆議院議員総選挙（茨城県第2区、1894年3月、自由党）当選[6]
- 第4回衆議院議員総選挙（茨城県第2区、1894年9月、自由党）当選[7]
- 第5回衆議院議員総選挙（茨城県第2区、1898年3月、自由党）次点落選[7]
- 第6回衆議院議員総選挙（茨城県第2区、1898年8月、憲政党）次点落選[7]

## 親族
- 甥 野口雨情（詩人）[1][3]